# Pomnik UFO
Pomnik UFO – jedyny istniejący pomnik UFO w Polsce, znajdujący się w Emilcinie, odsłonięty 15 października 2005. Przedstawia on metalowy sześcian umieszczony na kamiennym cokole, a na nim napis: „10 maja 1978 roku w EMILCINIE wylądował obiekt UFO. Prawda nas jeszcze zadziwi... FUNDACJA NAUTILUS 2005 r." Pomnik związany jest z tak zwanym „zdarzeniem w Emilcinie”, rzekomym spotkaniem mieszkańca wsi z istotami pozaziemskimi.